# هنري جوست
هنري جوست (بالإنجليزية: Henry Joost)‏ هو مخرج أمريكي، ولد في 25 يوليو 1981 في الولايات المتحدة.

## وصلات خارجية
- هنري جوست على موقع IMDb (الإنجليزية)
- هنري جوست على موقع ألو سيني (الفرنسية)
- هنري جوست على موقع أول موفي (الإنجليزية)
- هنري جوست على موقع بوكس أوفيس موجو (الإنجليزية)
- هنري جوست على موقع قاعدة بيانات الأفلام السويدية (السويدية)
- هنري جوست على موقع قاعدة بيانات الفيلم (الإنجليزية)
- هنري جوست على موقع كينوبويسك (الروسية)